# Assunta
Assunta es una localidad del Departamento Juárez Celman, en la zona centro-sur de la provincia de Córdoba, Argentina; en las márgenes del Río cuarto, a 305 km de Córdoba capital, a la vera de la RN 8 (norte) y por los caminos a Huanchilla (sur), Los Cisnes (este) y las Acequias (oeste).
Su actividad económica es principalmente agropecuaria.

## Población
Actualmente figura en el listado de Pueblos que desaparecen.
Cuenta con 73 habitantes (Indec, 2010), lo que representa un incremento del 26% frente a los 58 habitantes (Indec, 2001) del censo anterior. Su población ha disminuido considerablemente en relación con censos anteriores, como los 320 habitantes que alcanzó en los años 1960, cuando aun funcionaba el ramal ferroviario que la vinculaba con la cabecera departamental La Carlota - a 25 km al norte - y con Rufino en la provincia de Santa Fe.
| Gráfica de evolución demográfica de Assunta entre 1991 y 2010 |
|                                                               |
| Fuente: Censos nacionales del INDEC                           |